# 全民大劇團
全民大劇團（英語：All U people theatre），由謝念祖和王偉忠在2009年6月所成立的一個舞台劇團體，並由謝念祖擔任團長，創團作品為2010年推出的舞台劇《瘋狂電視台》。

## 演員
- 茵茵
- 方芳芳
- 蕭艾
- 王琄
- 楊麗音
- 方芳
- 湯志偉
- 夏靖庭
- 洪都拉斯
- 吳世偉
- 羅凱爾
- 從從
- 羅北安
- 莫子儀
- 屈中恆
- 夏宇喬
- 蔡燦得
- 溫昇豪
- 賴雅妍
- 嚴藝文
- 王偉忠
- 田浩江
- 黃健瑋
- 許哲珮
- 邱勝翊 王子
- 王鏡冠
- 舞思愛
- 趙正平
- 阿迪
- 何嘉文
- 陳思璇
- 方宥心
- 范逸臣
- 劉樸
- 卓文萱

## 歷年作品
- 第一號作品《瘋狂電視台》後拍攝成為電影《瘋狂電視台瘋電影》
- 第二號作品《瘋狂有限公司》
- 第三號作品《當岳母刺字時...媳婦是不贊成的！》
- 第四號作品《瘋狂偶像劇》
- 第五號作品《往事只能回味》（原名：《短波》）
- 第六號作品《大紅帽與小野狼：不讓你走ㄆㄧㄢ》
- 第七號作品《瘋狂電視台2：選秀風雲》
- 第八號作品《情人哏裡出西施》
- 第九號作品《2015新年...就快樂啦！》
- 第十號作品《同學會！同鞋～》
- 第十一號作品《瘋狂伸展台》
- 第十二號作品《室友》
- 第十三號作品《致·這該死的愛》（原名：《小三與小王》）
- 第十四號作品《賽貂蟬》
- 第十五號作品《最後一封情書》後與客家電視台拍攝成為電視電影
- 第十六號作品《我的旁白人生》
- 第十七號作品《倒垃圾》
- 第十八號作品《你藝/疫下如何》
- 第十九號作品《你好，我是接體員》
- 第二十號作品《丞相起風了》
- 第二十一號作品《同學會！同鞋～》音樂劇
- 第二十二號作品《因愛啟程》
- 第二十三號作品《仁愛路六號》
- 第二十四號作品《大畫昭君觀落雁》
- 第二十五號作品《喜劇黨不住》
- 第二十六號作品《腦內失控的itunes》

## 外部連結
- 全民大劇團的Facebook專頁